# Michel Faul

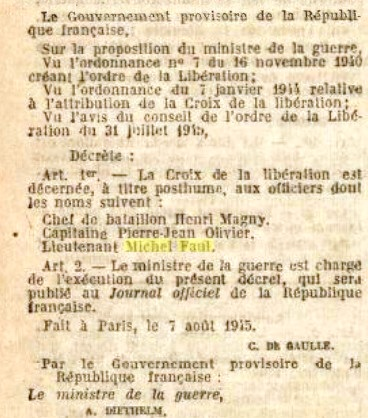

Michel Faul, né le 20 septembre 1920 à Houlgate dans le Calvados, mort le 16 janvier 1945 à Boslenheim, devant Erstein, Bas-Rhin, est un officier des Forces françaises libres pendant la Seconde Guerre mondiale, Compagnon de la Libération. Il participe comme officier d'artillerie à la campagne de Tunisie, à la campagne d'Italie puis à la campagne de France ; il y est tué dans la bataille d'Alsace.

## Biographie

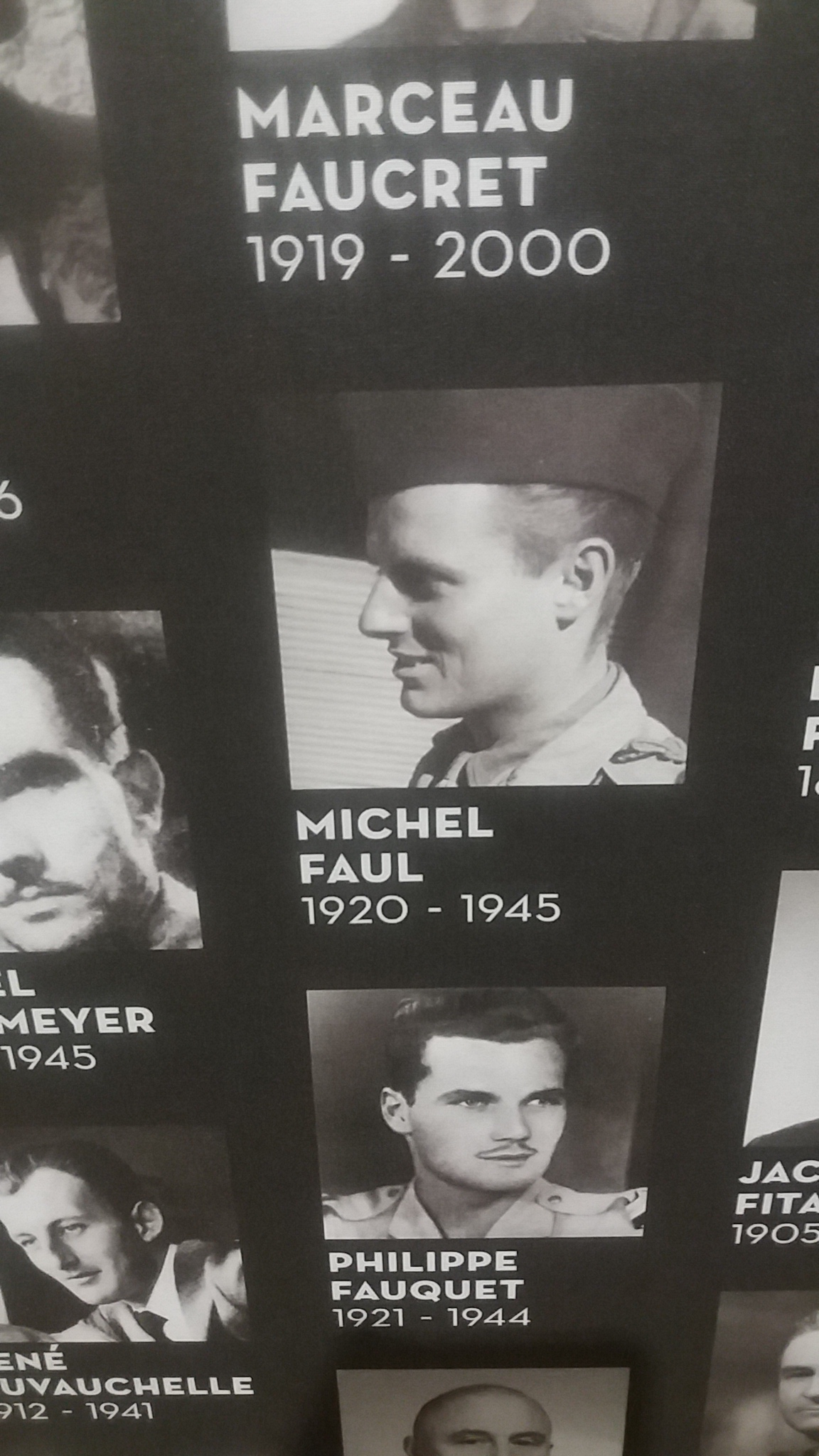
Tableau des Compagnons de la Libération à l'Hôtel des Invalides, Paris

Michel Faul est le fils d'un industriel. Il est le plus jeune d'une fratrie de sept enfants. Au début de la Seconde Guerre mondiale, il est étudiant ; en mai 1940, il prépare au collège Stanislas à Paris le concours d'entrée à l'École polytechnique,. 

### Rallie la France libre
Au moment de l'armistice, Michel Faul refuse la défaite et choisit de répondre à l'appel du général de Gaulle. Il gagne Saint-Jean-de-Luz et réussit à embarquer sur un navire polonais, malgré un barrage armé, dès le 21 juin, avant d'avoir vingt ans,. Il parvient ainsi en Angleterre dans les premiers et s'engage le 1er juillet 1940 dans les Forces françaises libres.
Nommé dans l'artillerie, il suit le cours d'élève-officier à Camberley. Il en sort aspirant en mai 1941, puis est promu sous-lieutenant en décembre suivant. Il sert tantôt au camp d'Old Dean, tantôt à la direction des affaires politiques du quartier général.

### Campagne de Tunisie
Faul part fin 1942 pour rejoindre en Cyrénaïque la 1re division française libre. En février 1943, il est nommé au 1er régiment d'artillerie, à la 4e batterie. Il combat en mai 1943 en Tunisie, est officier de liaison, gagne l'estime générale et mérite une citation à l'ordre du corps d'armée pour sa compétence et son sang-froid au Djebel Garci.  

### Campagne d'Italie, campagne de France
Il participe ensuite à la campagne d'Italie en mai en juin 1944, et y est promu lieutenant. En août 1944, il débarque en Provence et prend part à la prise de Toulon. Il participe ensuite à la remontée vers le Nord. Il se distingue dans la Trouée de Belfort, remplaçant son capitaine tué et assurant la continuité d'action de ses batteries d'artillerie jusqu'à la relève. Dans la suite de la campagne d'Alsace, il combat courageusement au sud de Strasbourg, malgré les fortes pertes et les difficultés de liaisons.

### Décès

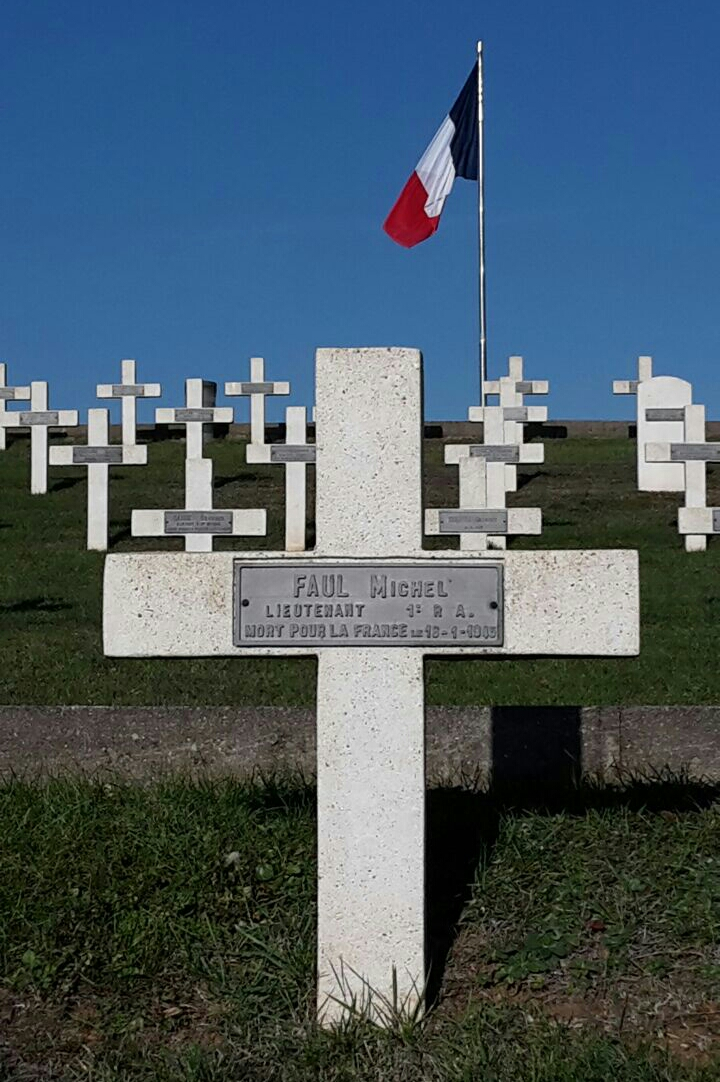
Tombe de Michel FAUL, nécropole nationale de Sigolsheim

Dans les derniers jours de la lutte, Michel Faul est tué par un obus à son poste de combat le 16 janvier 1945 à Boslenheim, devant Erstein, dans le Bas-Rhin. D'abord enterré au cimetière militaire d'Obernai, il est ensuite transféré dans la nécropole nationale de Sigolsheim, dans le Haut-Rhin. Il est un des deux Compagnons de la Libération qui y sont inhumés.
Il est créé Compagnon de la Libération à titre posthume par le décret du 7 août 1945.
Son frère, Gérard Faul, lieutenant à la 1re DFL, débarqua également en Provence en août 1944. Père de Marina (1962-  ) et d'un fils à qui il décida de donner le prénom de Michel en mémoire de son frère, Michel Faul (1959-   ).

## Hommages et distinctions
- Chevalier de la Légion d'honneur.
- Compagnon de la Libération à titre posthume par décret du 7 août 1945[4].
- Croix de guerre 1939–1945 (quatre citations).
- Médaille coloniale avec agrafe « Tunisie 42-43 ».
- Médaille commémorative des services volontaires dans la France libre.